# Delassor suffusus
Delassor suffusus är en insektsart som först beskrevs av Walker 1851.  Delassor suffusus ingår i släktet Delassor och familjen spottstritar. Inga underarter finns listade i Catalogue of Life.